# Nikita Chernov
Nikita Aleksandrovitch Chernov (en russe : Никита Александрович Чернов), né le 14 janvier 1996 à Voljski (Russie), est un footballeur international russe, qui évolue au poste de défenseur central avec le Spartak Moscou.

## Biographie

### En club
Né de parents joueurs de volley-ball, Chernov découvre le football dans sa ville natale de Voljski, où il intègre les équipes de jeunes du club local de l'Energia avant de rejoindre le centre de formation du CSKA Moscou en 2009. Il joue à l'origine au milieu de terrain avant d'être replacé par la suite au poste de défenseur par ses entraîneurs. Il prend notamment part à l'UEFA Youth League lors de la saison 2013-2014, où il joue six matchs et inscrit un but face à Manchester City. Il dispute également les deux éditions suivantes en tant que capitaine.
Chernov fait ses débuts en équipe première le 24 septembre 2014 à l'occasion d'un match de Coupe de Russie face au Khimik Dzerjinsk où il est titularisé en défense centrale tandis que son équipe l'emporte 2-1. Il joue également l'intégralité du tour suivant face au Torpedo Moscou pour sa deuxième et dernière apparition de la saison. Très peu utilisé par la suite, il est prêté dans un premier temps au Baltika Kaliningrad en deuxième division en janvier 2016, mais subit une grave blessure le mois suivant qui le force à faire son retour au CSKA sans avoir disputé le moindre match. Chernov est à nouveau prêté au mois de juin suivant, cette fois au Ienisseï Krasnoïarsk, où il s'impose comme titulaire au sein de la défense de l'équipe qui termine troisième du championnat. Il y dispute en tout trente-trois matchs, incluant un barrage de promotion infructueux face à l'Arsenal Toula et y inscrit par ailleurs son premier but à l'occasion d'un match de coupe face au CSKA le 21 septembre 2016. Prêté à l' Oural Iekaterinbourg dès la saison suivante, il y fait ses débuts en première division lors de la neuvième journée face au SKA-Khabarovsk le 11 septembre 2017. Il est par la suite utilisé comme un joueur de rotation, étant titularisé à onze reprises au cours de la saison.
Profitant notamment des départs à la retraite des frères Bérézoutski et de Sergueï Ignachevitch, Chernov commence la saison 2018-2019 en tant que titulaire aux côtés d'Hörður Magnússon et de Rodrigo Becão en défense centrale. Il est cependant mis sur le banc à partir de la mi-saison et n'est plus utilisé par la suite.
Il quitte définitivement le CSKA le 30 juillet 2019 pour s'engager avec le Krylia Sovetov Samara. Sous ces couleurs, il remporte notamment le championnat de deuxième division en 2021 et dispute la même année la finale de la Coupe de Russie, perdue face au Lokomotiv Moscou.

### En équipe nationale
Avec les moins de 17 ans, il participe à la Coupe du monde des moins de 17 ans en 2013. Lors du mondial junior, il est titulaire et joue quatre matchs. La Russie s'incline en huitièmes de finale contre le Brésil.
Avec les moins de 19 ans, il participe au championnat d'Europe des moins de 19 ans en 2015. Lors de ce tournoi, il est à nouveau titulaire et joue cinq matchs. Il inscrit un doublé contre la Grèce en demi-finale. La Russie s'incline en finale face à l'Espagne.
Il joue son premier match en équipe de Russie le 7 juin 2015, en amical contre la Biélorussie (victoire 4-2 à Khimki). Il reçoit sa deuxième sélection le 14 juin 2015, contre l'Autriche, lors des éliminatoires de l'Euro 2016 (défaite 0-1 à Moscou).

## Statistiques
| Saison                | Club                        | Championnat           | Championnat | Championnat | Coupe(s) nationale(s) | Coupe(s) nationale(s) | Compétition(s) continentale(s) | Compétition(s) continentale(s) | Compétition(s) continentale(s) | Total | Total |
| Saison                | Club                        | Division              | M.          | B.          | M.                    | B.                    | Comp.                          | M.                             | B.                             | M.    | B.    |
| 2014-2015             | CSKA Moscou                 | D1                    | -           | -           | 2                     | 0                     | -                              | -                              | -                              | 2     | 0     |
| 2015-2016             | CSKA Moscou                 | D1                    | -           | -           | 1                     | 0                     | -                              | -                              | -                              | 1     | 0     |
| 2016-2017             | Ienisseï Krasnoïarsk (prêt) | D2                    | 30          | 0           | 3                     | 1                     | -                              | -                              | -                              | 33    | 1     |
| 2017-2018             | Oural Iekaterinbourg (prêt) | D1                    | 13          | 0           | 1                     | 0                     | -                              | -                              | -                              | 14    | 0     |
| 2018-2019             | CSKA Moscou                 | D1                    | 11          | 0           | 1                     | 0                     | C1                             | 5                              | 0                              | 17    | 0     |
| 2019-2020             | Krylia Sovetov Samara       | D1                    | 23          | 1           | -                     | -                     | -                              | -                              | -                              | 23    | 1     |
| 2020-2021             | Krylia Sovetov Samara       | D2                    | 30          | 2           | 7                     | 1                     | -                              | -                              | -                              | 37    | 3     |
| 2021-2022             | Krylia Sovetov Samara       | D1                    | 14          | 1           | 2                     | 0                     | -                              | -                              | -                              | 16    | 1     |
| 2021-2022             | Spartak Moscou              | D1                    | 4           | 0           | 3                     | 0                     | -                              | -                              | -                              | 7     | 0     |
| 2022-2023             | Spartak Moscou              | D1                    | 14          | 0           | 5                     | 1                     | -                              | -                              | -                              | 19    | 1     |
| Total sur la carrière | Total sur la carrière       | Total sur la carrière | 139         | 4           | 25                    | 3                     | -                              | 5                              | 0                              | 169   | 7     |

## Palmarès
CSKA Moscou
- Vainqueur de la Supercoupe de Russie en 2018.

 Krylia Sovetov Samara
- Champion de Russie de deuxième division en 2021.
- Finaliste de la Coupe de Russie en 2021.